# Полноватське сільське поселення
Полнова́тське сільське поселення (рос. Полноватское сельское поселение) — сільське поселення у складі Білоярського району Ханти-Мансійського автономного округу Тюменської області Росії.
Адміністративний центр — село Полноват.
Населення сільського поселення становить 1413 осіб (2017; 1638 у 2010, 1804 у 2002).

## Склад
До складу сільського поселення входять:
| Населений пункт   | Населення, осіб (2002) | Населення, осіб (2010) |
| ----------------- | ---------------------- | ---------------------- |
| Ванзеват, село    | 402                    | 310                    |
| Паштори, присілок | 72                     | 71                     |
| Полноват, село    | 1233                   | 1178                   |
| Тугіяни, село     | 97                     | 79                     |